# Лешек Ліхота
Лєшек Ліхота (пол. Leszek Lichota; нар. 17 серпня 1977, Валбжих, Польща) — польський актор театру і кіно, найбільш відомий за роллю Гжегожа в польській мильній опері Na Wspólnej.

## Життя і кар'єра
У 2002 році закінчив Національну академію драматичного мистецтва у Варшаві і почав грати в Польському театрі в Познані. Дебютував на сцені театру в ролі Нані Сірбанга у п'єсі Романа Яворського «Hamlet Wtóry». Він також з'являвся в таких популярних телесеріалах, як «Na Wspólnej» та «Prawo Agaty». У 2011 році був номінований на премію імені Збіґнєва Цибульського за роль у фільмі «Лінч» / «Lynch» 2010 року. Серед інших його помітних ролей — воєнна драма Кшиштофа Лукашевича «Карбала» / «Karbala» (2015) та фільм Яна Комаси «Тіло Христове» / «Corpus Christi» (2019).

## Особисте життя
Одружений з Ілоною Вронською, з якою має двох дітей: дочку Наташу (2006 р.н.) і сина Каєтана (2008 р.н.). Він фанат і популяризатор гри в снукер. У грудні 2007 року, виступаючи за клуб «Akademia Snooker», посів четверте місце на командному чемпіонаті Польщі зі снукеру в Каліші. У травні 2016 року посів третє місце на І Чемпіонаті Польщі зі снукеру. У 2018, 2022 та 2023 роках він вигравав золоті медалі на цих змаганнях.

## Вибрана фільмографія
| Рік       |   | Українська назва                         | Оригінальна назва                       | Роль                    |
| --------- | - | ---------------------------------------- | --------------------------------------- | ----------------------- |
| 2023      | ф | Святий                                   | Święty                                  | священик Стефан         |
| 2023      | ф | Знахар                                   | Znachor                                 | Рафал Вільчур/Антоні    |
| 2022—2022 | с | Мертва хватка                            | Zachowaj spokój                         | Michał Barczyk          |
| 2019      | ф | Тіло Христове                            | Boże Ciało                              | мер міста               |
| 2016      | ф | 7 речей, яких ви не знаєте про чоловіків | 7 rzeczy, których nie wiecie o facetach | Stefan                  |
| 2015      | ф | Кербела                                  | Karbala                                 | kapral Maleńczuk „Mały” |
| 2014      | ф |                                          | Wataha                                  | Віктор Реброу           |
| 2009      | ф | Генерал Ніл                              | Generał Nil                             | «Клемм»                 |
| 2007—2007 | с |                                          | Odwróceni                               | Łukasz Ozga             |
| 2007      | ф |                                          | Świadek koronny                         | Łukasz Ozga             |
| 2006      | ф |                                          | Apetyt na miłość                        | Ліхота                  |
| 2006—2006 | с | Няня                                     | Niania                                  | Juliusz Wilczur         |
| 2005      | ф | Лінчування                               | Lincz                                   | Адам Град               |
| 2005      | ф |                                          | Dzień dobry kochanie                    | ксьондз                 |
| 2005—2007 | с |                                          | Egzamin z życia                         | Яцек Беднарж            |
| 2004—2004 | с |                                          | Camera Café                             | пожежник                |
| 2003—2009 | с |                                          | Na Wspólnej                             | Grzegorz Zięba          |
| 2002—2007 | с |                                          | Samo Życie                              |                         |
| 2002      | ф | Едуард II                                | Edward II                               | Лестер                  |
| 2001      | ф |                                          | Przedwiośnie                            | офіцер                  |
| 2001      | ф |                                          | Quo vadis                               | hимський сенатор і раб  |
| 2001—2001 | с |                                          | Marszałek Piłsudski                     | лікар                   |
| 2000—2001 | с |                                          | Miasteczko                              | наглядач                |
| 1999      | ф | Я дивлюся на тебе, Марися                | Patrzę na ciebie, Marysiu               | студент                 |

## Польський дубляж
- 2004—2007: Денні Фантом
- 2006: Фантастична четвірка — Рід Річардс / Містер Фантастик
- 2010: Подорожі Гуллівера — Генерал Едвард
- 2012: Мумі-тролі в погоні за кометою — Мумі-тато
- 2016: Загін самогубців — Джордж Харкнесс / Капітан Бумеранг
- 2019: Storm Boy — Vol
- 2021: Чорна вдова — Олексій Шостаков / Red Guardian
- 2021: Експедиція в джунглі — Френк Вулфф